# Next (fintech)
Next é uma empresa brasileira de tecnologia, que atua como fintech e operadora de cartões de crédito e débito, com sede na cidade de Osasco,  em São Paulo (estado). Teve sua plataforma lançada em 30 de outubro de 2017 para complementar o ecossistema do Bradesco, oferecendo uma nova solução para a sociedade hiperconectada.
O Next já possui mais de 12 milhões de clientes e a estratégia não visa qualquer movimento migratório de clientes do Bradesco, mas a conquista deste novo mercado.
Em 2020, aconteceu a integração entre as plataformas Next e Ágora Corretora, passando a oferecer um portfólio mais completo de investimentos, assessoria especializada e conteúdos de educação financeira. Ainda no mesmo ano, em parceria com a Disney, foi lançado o NextJoy, uma conta digital para menores, que auxilia responsáveis e dependentes na educação financeira.